# سرآسیاب (طرقبه شاندیز)
سرآسیا روستایی در دهستان شاندیز بخش شاندیز شهرستان بینالود استان خراسان رضوی ایران است.
به نام خدا.
سرآسیاب روستایی قدیمی با پیشینه ۶۰۰۰ هزار ساله.
سرآسیاب جز قدیمی‌ترین روستاهای خراسان می‌باشد.
در طوس قدیم بلوک کوهپایه به مرکزیت این روستا بوده‌است. سرآسیاب دارای ۱۱ قبرستان تاریخی بوده که جدیدترین قبرستان آن از ۵۰۰سال پیش نشانه‌هایی دارد و از قبرستان‌های دیگر اثری جز محل آن‌ها نیست.
سراسیا دارای سه آسیاب آبی بوده‌است و به همین دلیل اسم آن سه آسیا بوده و در گذشت زمان به سرآسیا تغییر پیدا کرده‌است. سراسیاب دارای قلعه‌های مختلفی بوده‌است که تحقیق‌های گروه اجتماعی دهکده تمدن تا به حال حاکی از آن است که سه قلعه قدیمی در دوره‌های تاریخی مختلف وجود داشته‌است. سرآسیا اشخاص بزرگی در خود پرورش داده‌است چو عالمان و شاعران. حتی در گذشته جزء صنعتی‌ترین نقاط بوده‌است. صنایعی چون قالی بافی. آرد. گندم. خشکبار. سوخت (ذغال) و… بوده‌است.
سرآسیاب دارای جوی آبی است پا پیشنه ای دراز مدت به نام جوی بزرگ که روزگاری زمین‌هایی را که جز ملک سراسیا بوده‌است (فرح آباد و…)، آبرسانی می‌کرده‌است. شغل اصلی مردمان این روستا تولید نهال (پیوندی) است که سرآسیاب را به مهد تولید نهال ایران مبدل کرده‌است.

## جمعیت
بر پایه سرشماری عمومی نفوس و مسکن در سال ۱۳۹۵ جمعیت این روستا ۱٬۴۳۹ نفر (در ۴۳۷ خانوار) بوده‌است.